# Alice Arlen
Alice Arlen (Chicago, 6 de novembro de 1940 — Manhattan, 29 de fevereiro de 2016) foi uma roteirista norte-americana.